# Macrocyclops tenuicornis
Macrocyclops tenuicornis is een eenoogkreeftjessoort uit de familie van de Cyclopidae. De wetenschappelijke naam van de soort is voor het eerst geldig gepubliceerd in 1857 door Claus.